# Sex, America, Cheap Trick
Sex, America, Cheap Trick è una raccolta della rock band Cheap Trick, pubblicata nel 1996 dalla Epic. Sono pubblicate molte versioni inedite di canzoni della band.

## Tracce

### Disco Uno
1. Hello There – 1:41 – (R. Nielsen)
2. ELO Kiddies (single version) – 3:42 – (R. Nielsen)
3. Hot Love – 2:32 – (R. Nielsen)
4. Oh, Candy (single version) – 3:07 – (R. Nielsen)
5. Mandocello – 4:48 – (R. Nielsen)
6. Lovin' Money (mai pubblicata prima) – 4:09 – (R. Nielsen)
7. I Want You to Want Me (versione alternativa, mai pubblicata prima) – 3:01 – (R. Nielsen)
8. Southern Girls (single version) – 3:36 – (R. Nielsen, T. Petersson)
9. So Good to See You – 3:37 – (R. Nielsen)
10. Down on the Bay (live, mai pubblicata prima) – 3:33 – (J. Lynne)
11. Mrs. Henry (live, mai pubblicata prima) – 9:36 – (B. Dylan)
12. Violins (live, mai pubblicata prima) – 6:12 – (R. Nielsen)
13. Ballad of TV Violence (live) – 4:52 – (R. Nielsen)
14. You're All Talk (live) – 3:56 – (R. Nielsen, T. Petersson)
15. Fan Club (demo, mai pubblicata prima) – 7:11 – (R. Nielsen)

### Disco Due
1. Surrender – 4:15 – (R. Nielsen)
2. High Roller (versione alternativa) – 3:59 – (R. Nielsen, T. Petersson, R. Zander)
3. On Top of the World – 4:06 – (R. Nielsen)
4. Auf Wiedersehen – 3:42 – (R. Nielsen, T. Petersson)
5. I Want You to Want Me (live) – 3:43 – (R. Nielsen)
6. Clock Strikes Ten (live) – 3:56 – (R. Nielsen)
7. Dream Police – 3:54 – (R. Nielsen)
8. Way of the World – 3:39 – (R. Nielsen, R. Zander)
9. Gonna Raise Hell – 9:20 – (R. Nielsen)
10. Voices – 4:22 – (R. Nielsen)
11. Stop This Game – 3:57 – (R. Nielsen, R. Zander)
12. Just Got Back – 2:05 – (R. Nielsen)
13. Baby Loves to Rock – 3:17 – (R. Nielsen)
14. Everything Works If You Let It (versione alternativa) – 3:56 – (R. Nielsen)
15. World's Greatest Lover (demo, canta R. Nielsen) – 4:57 – (R. Nielsen)
16. Waitin' For the Man / Heroin (live) – 7:47 – (L. Reed)

### Disco Tre
1. Day Tripper (live, versione alternativa, mai pubblicata prima) – 4:18 – (J. Lennon, P. McCartney)
2. World's Greatest Lover – 4:51 – (R. Nielsen)
3. I Need Love (demo, mai pubblicata prima) – 3:57 – (R. Nielsen)
4. I'm the Man (mai pubblicata prima, dal film Rock & Rule)  – 2:11 – (R. Nielsen)
5. Born to Raise Hell (mai pubblicata prima, dal film Rock & Rule)  – 2:46 – (R. Nielsen)
6. Ohm Sweet Ohm (mai pubblicata prima, dal film Rock & Rule) – 2:50 – (R. Nielsen)
7. She's Tight – 2:59 – (R. Nielsen)
8. Love's Got a Hold on Me – 2:37 – (B. Carlos, R. Nielsen, R. Zander)
9. If You Want My Love (versione alternativa) – 4:26 – (R. Nielsen)
10. Lookin' Out for Number One – 3:43 – (R. Nielsen)
11. Don't Make Our Love a Crime (demo, mai pubblicata prima) – 3:34 – (R. Nielsen)
12. All I Really Want (B-side) – 2:30 – (R. Nielsen)
13. I Can't Take It – 3:28 – (R. Zander)
14. Twisted Heart (mai pubblicata prima) – 4:17 – (R. Nielsen)
15. Invaders of the Heart – 4:00 – (R. Nielsen)
16. Y O Y O Y – 7:29 – (R. Nielsen)

### Disco Quattro
1. Tonight It's You — 4:48 —  (J. Brant, R. Nielsen, M. Radice, R. Zander)
2. Cover Girl — 3:42 —  (R. Nielsen, M. Radice)
3. This Time Around — 4:34 —  (J. Brant, R. Nielsen, M. Radice, R. Zander)
4. A Place in France (mai pubblicata prima) — 3:52 —  (J. Brant, B. Carlos,  R. Nielsen, M. Radice, R. Zander)
5. Funk #9 (The Doctor demo, mai pubblicata prima) – 3:36 – (R. Nielsen)
6. Take Me to the Top – 4:00 – (R. Nielsen, R. Zander)
7. Money Is the Route of All Fun (mai pubblicata prima) – 2:48 – (R. Nielsen)
8. Fortune Cookie (demo, mai pubblicata prima) – 3:41 – (R. Nielsen, R. Zander)
9. You Want It – 3:41 – (T. Petersson, R. Zander)
10. The Flame – 5:38 – (B. Mitchell, N. Graham)
11. Through the Night (B-side) – 4:19 – (R. Nielsen, T. Petersson, R. Zander)
12. Stop That Thief (mai pubblicata negli USA) – 3:35 – (R. Nielsen)
13. I Know What I Want (live) (B-side) – 4:45 – (R. Nielsen)
14. Had to Make You Mine – 3:16 – (R. Nielsen, T. Petersson, R. Zander)
15. I Can't Understand It – 3:29 – (R. Nielsen, R. Zander)
16. Can't Stop Falling Into Love – 3:50 – (R. Nielsen, T. Petersson, R. Zander)
17. Come on Christmas – 7:30 – (R. Nielsen)

## Formazione
- Robin Zander - voce
- Rick Nielsen - chitarre
- Bun E. Carlos - batteria
- Tom Petersson, Jon Brant - basso